# Schutzengel
Schutzengel è un film tedesco del 2012 diretto, coscritto, coprodotto e interpretato da Til Schweiger.